# William H. Pitsenbarger
William Hart Pitsenbarger (Piqua, Ohio, 8 de julho de 1944 - Xa Cam My, Cẩm Mỹ, Dong Nai, Vietnam do Sul, 11 de abril de 1966) foi um pararescueman da Força Aérea dos Estados Unidos que voou em quase 300 missões de resgate durante a Guerra do Vietnã para ajudar soldados e pilotos abatidos.
Em 11 de abril de 1966, ele foi morto ajudando e defendendo uma unidade de soldados encurralados por um ataque inimigo durante a Guerra do Vietnã. Antes de sua morte, ele ajudou a salvar mais de 60 homens na batalha. Ele foi postumamente premiado com um Crucifixo da força aérea, que mais tarde foi atualizada para a Medalha de Honra.
A história de sua campanha na Guerra do Vietnã é retratada no filme The Last Full Measure, de 2019.